# Get Down on It
Singles de Kool & the Gang
Steppin' Out (en)
(1981) Big Fun (en)
(1982)
Get Down on It est une chanson du groupe Kool & The Gang, parue sur leur treizième album studio, Something Special. Elle est sortie le 24 novembre 1981 en tant que troisième single de l'album. Elle a été un succès commercial, atteignant le top 10 du Billboard Hot 100 aux États-Unis et la troisième position du Top 40 au Royaume-Uni.

## Accueil commercial
La chanson a atteint le top 10 des classements pop (Hot 100) et R&B américains du Billboard au début de 1982. 
Elle est entrée dans le classement britannique en décembre 1981 et a atteint la troisième place, le plus grand succès de Kool and the Gang au Royaume-Uni à cette époque. Il a passé un total de 12 semaines dans le hit-parade britannique. Dix ans plus tard, il a été réédité dans le hit-parade britannique - sous le label Mercury Records - mais n'a été classé que pendant une semaine (à la 69e place). 
Le single a par ailleurs atteint la première place du classement Springbok Top 20 en Afrique du Sud, la troisième place en Nouvelle-Zélande, ainsi que le top 10 en France et aux Pays-Bas et le top 20 en Belgique néerlandophone.

## Liste des titres
| 1. | Get Down on It | 3:33 |
| 2. | Steppin' Out   | 3:28 |

| 1. | Get Down on It | 6:07 |
| 2. | No Show        | 4:19 |

| 1. | Get Down on It                                 | 3:33 |
| 2. | Take My Heart (You Can Have It If You Want It) | 3:59 |

## Classements et certifications
| Classement (1981–82)                   | Meilleure position |
| -------------------------------------- | ------------------ |
| Afrique du Sud (Springbok Top 20)      | 1                  |
| Allemagne de l'Ouest (Media Control)   | 43                 |
| Australie (Kent Music Report)          | 74                 |
| Belgique (Flandre Ultratop 50 Singles) | 15                 |
| Canada (RPM Top Singles)               | 11                 |
| États-Unis (Hot 100)                   | 10                 |
| États-Unis (Hot Black Singles)         | 4                  |
| États-Unis (Cash Box Top 100)          | 12                 |
| Irlande (IRMA)                         | 11                 |
| Nouvelle-Zélande (RMNZ)                | 3                  |
| Pays-Bas (Nederlandse Top 40)          | 8                  |
| Pays-Bas (Nationale Hitparade)         | 10                 |
| Rhodésie (Hits of the Week)            | 1                  |
| Royaume-Uni (UK Singles Chart)         | 3                  |

| Classement (2000)               | Meilleure position |
| ------------------------------- | ------------------ |
| Belgique (Wallonie Ultratip 50) | 5                  |

| Classement (1982)                 | Position |
| --------------------------------- | -------- |
| Afrique du Sud (Springbok Top 20) | 3        |
| Belgique (Flandre Ultratop)       | 98       |
| États-Unis (Hot 100)              | 82       |
| États-Unis (Cash Box Top 100)     | 74       |
| Pays-Bas (Nationale Hitparade)    | 87       |

### Certifications
| Région                                                                         | Certification | Ventes/Streams |
| ------------------------------------------------------------------------------ | ------------- | -------------- |
| États-Unis (RIAA)                                                              | Or            | 500 000^       |
| Royaume-Uni (BPI)                                                              | Or            | 400 000‡       |
| ^Mise en rayon selon la certification ‡ventes/streaming selon la certification |               |                |

## Au cinéma
La chanson apparaît sur la bande originale du film The Nice Guys (2016).
Elle figure également dans les films français Astérix et les Vikings (2006) et Ducobu 3 (2020).

## Reprises

### Version de Peter Andre
Singles de Peter Andre
Mysterious Girl
(1995) Only One
(1996)
Get Down on It a été reprise et sortie en tant que troisième et dernier single du troisième album du chanteur anglo-australien Peter Andre, Natural. Le single met en vedette le groupe Past to Present et a atteint la 5e place en Australie et la 1re place en Nouvelle-Zélande, obtenant la certification de platine dans ce dernier en avril 1996.

#### Liste des titres
CD 1 / Cassette 1
1. "Get Down on It" (Single Version) – 3:39
2. "Tell Me When" – 3:48
3. "Get Down on It" (The One World Mix) – 3:48

CD 2 / Cassette 2
1. "Get Down on It" (Single Version) – 3:39
2. "Get Down on It" (The One World Mix) – 3:48
3. "Get Down on It" (Instrumental) – 4:47
4. "Get Down on It" (Extended Version) – 4:47
5. "Get Down on It" (The Toyboy Mix) – 5:43
6. "Get Down on It" (No Rap Version) – 4:47

#### Classements
| Classement (1996)       | Meilleure position |
| ----------------------- | ------------------ |
| Australie (ARIA)        | 5                  |
| Nouvelle-Zélande (RMNZ) | 1                  |

| Classement (1996)                    | Position |
| ------------------------------------ | -------- |
| Australie (ARIA)                     | 43       |
| Nouvelle-Zélande (Recorded Music NZ) | 19       |

#### Certifications
| Région                                                                                                 | Certification | Ventes/Streams |
| --- | ------------- | -------------- |
| Australie (ARIA)                                                                                       | Or            | 35 000^        |
| Nouvelle-Zélande (RMNZ)                                                                                | Platine       | 15 000*        |
| *Ventes selon la certification ^Mise en rayon selon la certification xNon précisé par la certification |               |                |

### Version de Blue
Singles de Blue
Curtain Falls
(2004) Only Words I Know
(2005)
Get Down on It est reprise par le groupe de pop anglais Blue en 2004 en collaboration avec Kool & The Gang, et a été sortie en tant que second single de leur première compilation Best of Blue (en). Cette version met également en vedette la rappeuse américaine Lil' Kim. 
Bien que la chanson n'ait pas été classée au Royaume-Uni natal de Blue, elle est devenue un succès modéré en Europe continentale, en particulier en Espagne, où elle a atteint la troisième place et a passé huit semaines dans le top 20.

#### Liste des titres
CD1 européen
1. "Get Down on It" (Radio Edit) – 3:36
2. "Get Down on It" (Obi & Josh Mix) – 4:01

CD2 européen
1. "Get Down on It" (Radio Edit) – 3:36
2. "Get Down on It" (Obi & Josh Mix) – 4:01
3. "Elements" – 3:40
4. "Welcome to the Show" – 3:30
5. "Ballad Medley" – 5:24
6. "When Summer's Gone" (Live At Riverside – Video) – 3:33

#### Classements
| Classement (2005)                      | Meilleure position |
| -------------------------------------- | ------------------ |
| Allemagne (GfK Entertainment)          | 29                 |
| Autriche (Ö3 Austria Top 40)           | 41                 |
| Belgique (Flandre Ultratop 50 Singles) | 24                 |
| Belgique (Wallonie Ultratip 50)        | 1                  |
| Espagne (PROMUSICAE)                   | 3                  |
| Finlande (Suomen virallinen lista)     | 16                 |
| Grèce (IFPI)                           | 27                 |
| Hongrie (Single Top 40)                | 6                  |
| Irlande (IRMA)                         | 47                 |
| Pays-Bas (Single Top 100)              | 96                 |
| Suisse (Schweizer Hitparade)           | 35                 |

### Autres reprises et échantillonnages
- En 1997, le rappeur et DJ allemand Der Wolf l'a repris en allemand dans la chanson Gib's doch gar nicht.
- En 2000, Get Down on It est remixée par le groupe Eiffel 65. Le remix atteint la 35e place du Top 50 en France et la 98e place du Schweizer Hitparade[44].
- Le groupe de rock américain My Morning Jacket a repris la chanson lors de leur set de minuit au Bonnaroo Music Festival de 2008. Le concert comprenait de nombreuses reprises spéciales, dont Hit It and Quit It et Across 110th Street.
- En 2008, la chanson a été interprétée par le boys band irlandais Westlife lors de leur tournée Back Home.
- Le boys band canado-américain 3Deep a enregistré une reprise de la chanson en 1999 pour leur premier album Yes Yes Yes...No No No, avec la voix invitée de l'artiste hip-hop canadienne Michie Mee.
- En 2015, la chanson est reprise de manière décalée et burlesque par le groupe cévenol Les Frères Jacquard sous le titre Kesta Monik. En 2018, le clip est vu plus de 110 000 fois sur YouTube[45].

Cette chanson a été échantillonnée par Snoop Dogg dans We Just Wanna Party with You (en) (1997) pour la bande originale de Men in Black.
Get Down on It a été échantillonnée par le groupe américain 98 Degrees dans la chanson Do You Wanna Dance de l'album 98 Degrees et Rising.
Ride wit Me (en) de Nelly, bien qu'il n'échantillonne pas strictement Get Down on It, utilise une progression d'accords identique à la chanson de Kool & The Gang, en particulier dans le refrain.
Cette chanson a été échantillonnée par The Game dans Up on the Wall parue dans son album The Documentary 2.5.